# Pleurothallis spathulipetala
Pleurothallis spathulipetala är en orkidéart som beskrevs av Carlyle August Luer. Pleurothallis spathulipetala ingår i släktet Pleurothallis och familjen orkidéer. Inga underarter finns listade i Catalogue of Life.